# Hartwig von Schack
Hartwig von Schack (* 1728 in Müssen; † 19. Mai 1809 in Bielefeld) war ein preußischer Generalmajor sowie Kommandant von Würzburg.

## Leben

### Herkunft
Seine Eltern waren der dänische Oberst und Erbherr auf Müssen Berthild Hartwig von Schack aus dem Haus Fahren und dessen Ehefrau, eine geborene von Schack.

### Militärkarriere
Schack kam am 23. November 1745 als Kadett nach Berlin und wurde am 24. Februar 1746 als Unteroffizier im Infanterieregiment „von Anhalt“ angestellt. Dort wurde er am 22. September 1750 Fähnrich und am 19. Juni 1755 Sekondeleutnant. Während des Siebenjährigen Krieges kämpfte Schack in den Schlachten von Breslau, Leuthen und Liegnitz, ferner bei Moys, Landeshut sowie den Belagerungen von Prag und Olmütz. Dabei wurde er bei Leuthen am Arm verwundet. In der Zeit wurde er am 16. Dezember 1757 Premierleutnant und am 4. Februar 1762 Stabskapitän.
Nach dem Krieg stieg Schack am 1. April 1764 zum Kapitän und Kompaniechef auf. Als solcher nahm er 1778/79 am Bayerischen Erbfolgekrieg teil, am 19. November 1778 wurde er noch zum Major befördert. Am 18. April 1785 wurde er dann Kommandeur des Grenadierbataillons. Am 15. Juni 1786 wurde er dann Bataillonskommandeur. Aber schon am 4. Dezember 1786 wurde er als Kommandeur in das Grenadierbataillon „von Hundt“ versetzt. Dort wurde Schack am 6. Juni 1788 Oberstleutnant und am 27. August 1790 Oberst. Am 13. Juli 1793 kam er als Kommandant nach Würzburg, was für ihn ein Gehalt von 800 Talern bedeutete. Er ersetzte den verstorbenen Oberst von Plotho. Kurz darauf am 28. Juli 1793 erhielt Schack auch die Beförderung zum Generalmajor. Am 27. Mai 1799 erhielt er seine Demission mit einer Pension von 800 Talern, dazu auch die Erlaubnis in Bielefeld zu bleiben.

### Familie
Schack heiratete am 9. März 1768 in Bielefeld Sophie Amalie Charlotte Auguste Metzner (* 1751). Das Paar hatte folgende Kinder:
- Christian Joseph Heinrich (* 6. Juni 1770; † 25. September 1788), Fähnrich im Infanterieregiment Nr. 10
- Karoline Sophie Auguste (* 20. Oktober 1771) ⚭ Friedrich David von Haugwitz, preußischer Stabskapitän